# Nógrádi Ferenc
Nógrádi Ferenc született Neuwirth Ferenc (Kassa, 1940. november 15. – Budapest, 2009. május 16.) olimpiai bajnok magyar labdarúgó.

## Pályafutása

### Klubcsapatban
1959 és 1966 között a Budapesti Honvéd játékosa volt. Legnagyobb sikere a kispestiekkel két bajnoki ezüstérem és egy MNK győzelem volt. Az 1965-1966-os Kupagyőztesek Európa-kupájában a legjobb nyolc között estek ki. Kispesten összesen 136 bajnoki mérkőzésen 24 gólt szerzett. 1967-ben az MTK csapatában játszott és 13 bajnoki mérkőzésen lépett pályára és ezután visszavonult.

### Válogatottban
1963 és 1965 között 4 alkalommal szerepelt a válogatottban. 1964-ben tagja volt a tokiói olimpián aranyérmet szerzett csapatnak. 1963 és 1964 között 13-szor játszott az olimpia válogatott és egy gólt ért el.

## Sikerei, díjai
- Olimpia
  - aranyérmes: 1964, Tokió
- Magyar bajnokság
  - 2. (2 alkalommal): 1963-ősz, 1964
- Magyar Népköztársasági Kupa
  - győztes: 1964
- Kupagyőztesek Európa-kupája (KEK)
  - negyeddöntős: 1965-1966

## Statisztika

### Mérkőzései a válogatottban
| Magyarország | Magyarország         | Magyarország                         | Magyarország     | Magyarország | Magyarország | Magyarország          | Magyarország | Magyarország |
| #            | Dátum                | Helyszín                             | Hazai            | Eredmény     | Vendég       | Kiírás                | Gólok        | Esemény      |
| ------------ | -------------------- | ------------------------------------ | ---------------- | ------------ | ------------ | --------------------- | ------------ | ------------ |
| 1.           | 1963. június 2.      | Prága, Strahov Stadion               | Csehszlovákia    | 2 – 2        | Magyarország | barátságos            | -            |              |
| 2.           | 1963. szeptember 21. | Moszkva, Lenin-stadion               | Szovjetunió      | 1 – 1        | Magyarország | barátságos            | -            |              |
| 3.           | 1963. október 6.     | Belgrád, JNA-stadion                 | Jugoszlávia      | 2 – 0        | Magyarország | barátságos            | -            |              |
|              | 1963. december 5.    | Abidjan                              | Elefántcsontpart | 1 – 4        | Magyarország | barátságos (olimpiai) | -            |              |
|              | 1963. december 8.    | Lomé                                 | Togo             | 2 – 3        | Magyarország | barátságos (olimpiai) | -            | becserélve   |
|              | 1963. december 26.   | Algír                                | Algéria          | 0 – 3        | Magyarország | barátságos (olimpiai) | -            |              |
|              | 1964. október 15.    | Tokió, Komazawa stadion (JPN)        | Magyarország     | 6 – 5        | Jugoszlávia  | olimpiai B csoport    | -            |              |
|              | 1964. október 18.    | Jokohama, Mitsuzawa stadion (JPN)    | Magyarország     | 2 – 0        | Románia      | olimpiai negyeddöntő  | -            |              |
|              | 1964. október 20.    | Tokió, Csicsibu Herceg Stadion (JPN) | Magyarország     | 6 – 0        | Egyiptom     | olimpiai elődöntő     | -            |              |
|              | 1964. október 23.    | Tokió, Olimpiai stadion (JPN)        | Csehszlovákia    | 1 – 2        | Magyarország | olimpiai döntő        | -            |              |
| 4.           | 1965. május 5.       | London, Wembley Stadion              | Anglia           | 1 – 0        | Magyarország | barátságos            | -            |              |
|              | Összesen             |                                      |                  | 4            | mérkőzés     |                       | 0            | gól          |